# Nyctemera alternatum
Nyctemera alternatum là một loài bướm đêm thuộc phân họ Arctiinae, họ Erebidae.